# Цапаноте (Л'Аквила)
Цапаноте (итал. Zappannotte) је насеље у Италији у округу Л'Аквила, региону Абруцо.
Према процени из 2011. у насељу је живело 32 становника. Насеље се налази на надморској висини од 373 м.